# Jan Weissenbruch

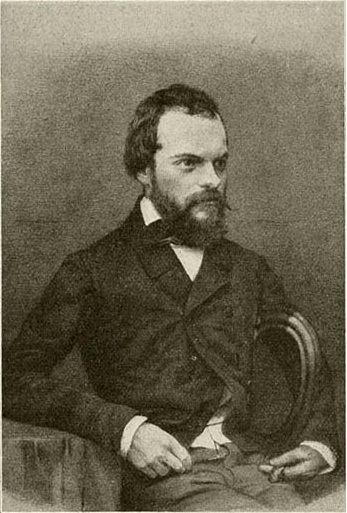
Jan Weissenbruch

Jan Weissenbruch (La Haya, 18 de marzo de 1822 - 15 de febrero de 1880) fue un pintor neerlandés del siglo XIX.

## Biografía
Según el RKD era primo de Jan Hendrik Weissenbruch y hermano mayor de los pintores Isaac y Frederik Hendrik y como ellos, estudió en la Akademie van Beeldende Kunsten de La Haya.
En 1846 pasó un año en la Koninklijke Academie voor Beeldende Kunsten de Ámsterdam. Fue alumno de Isaac Cornelis Elink Sterk, Georg Christiaan Heinrich Hessler, Cornelis Steffelaar, Samuel Verve y Anthonie Waldorp. Es conocido como uno de los fundadores del Pulchri Studio e hizo acuarelas, aguafuertes y grabados en madera, así como pinturas, la mayoría de paisajes urbanos e interiores de la iglesia. En 1857 ganó su primera medalla de oro en una exposición en La Haya. A finales de la década de 1860 comenzó a restaurar pinturas, posiblemente debido a que sufría de agorafobia, lo que le dificultaba el trabajo la última década de su vida. Johannes Huygens fue alumno suyo.

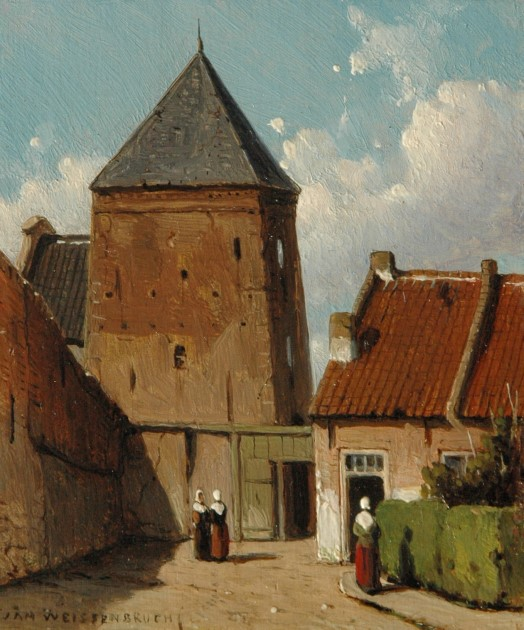
De Goilberdingerpoort in Culemborg, gezien vanuit het zuiden
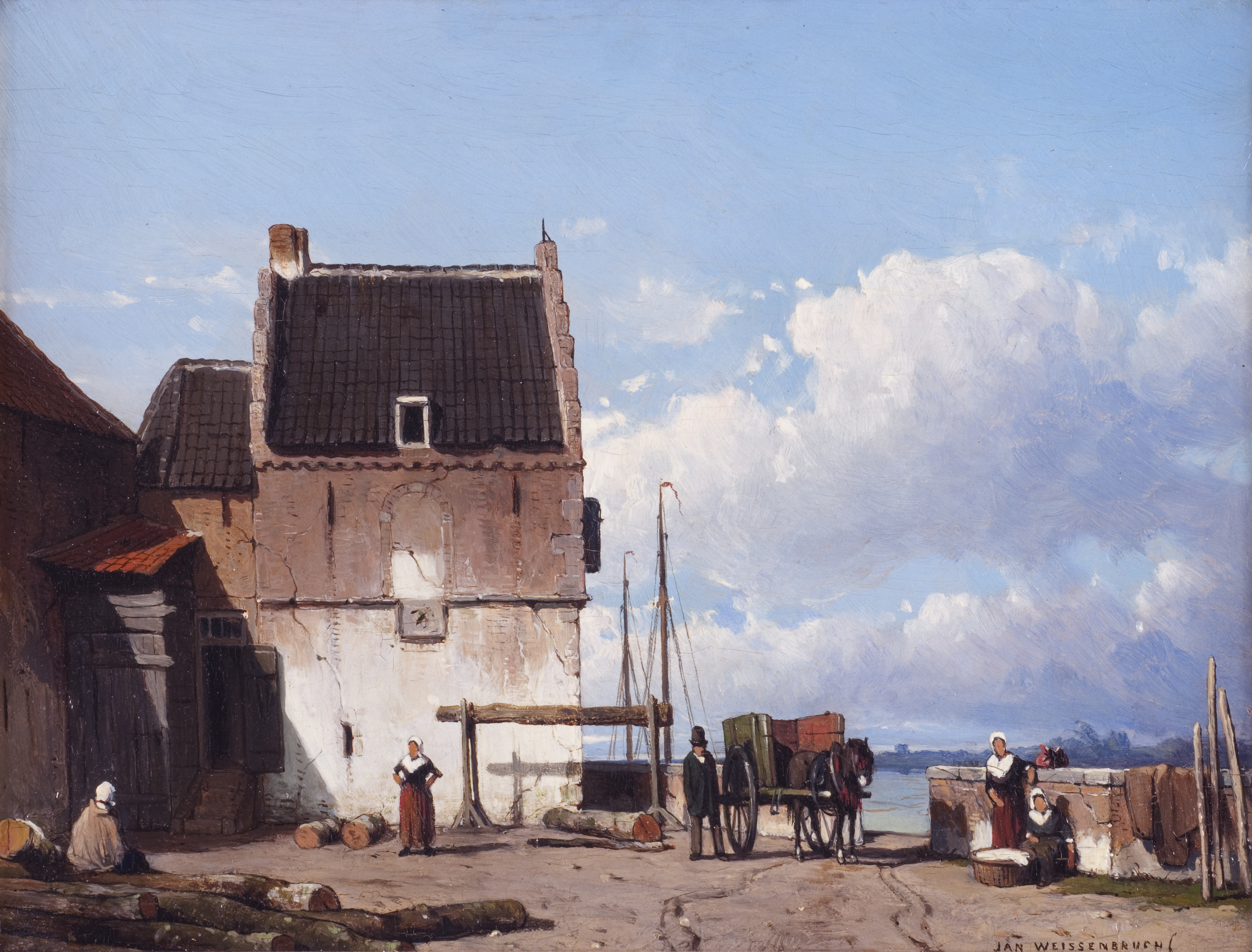
De oude haven met de Bottelpoort in Nijmegen (Museum Het Valkhof)
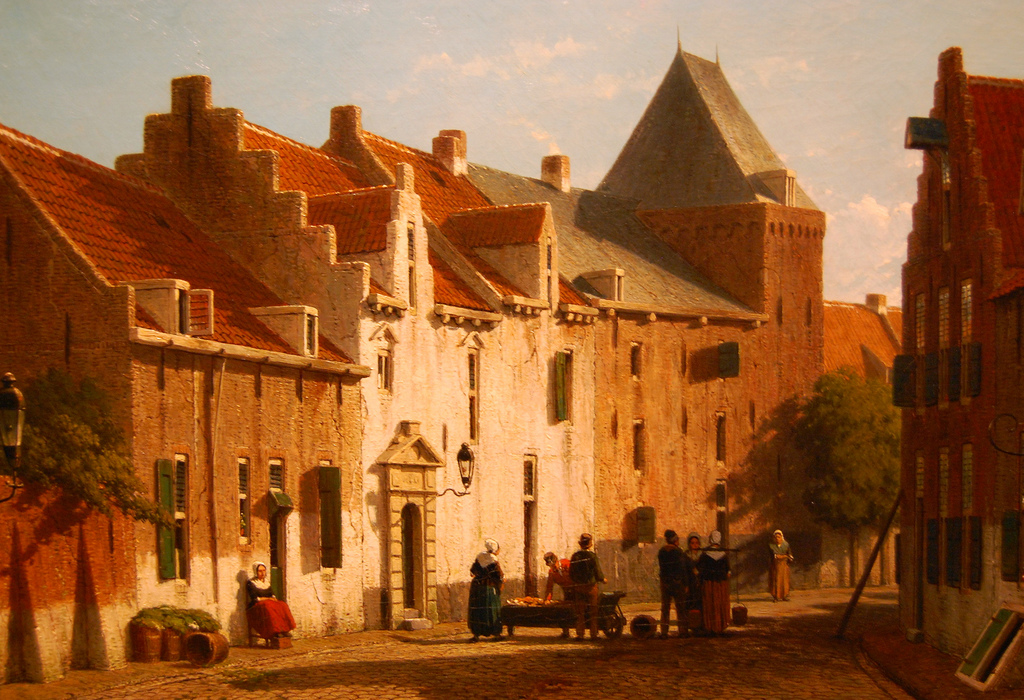
Gezicht op de Muurhuizen